# Romulea melitensis
Espèce
Classification APG III (2009)
Romulea melitensis (en maltais, Żagħfran tal-Blat ta' Malta ) est une espèce de plante herbacée bulbeuse de la famille des Iridaceae, endémique de l'archipel maltais.

## Taxonomie
L'espèce est décrite en 1907 par le biologiste italien Augusto Béguinot (es) à partir d'un exemplaire holotype recueilli en 1876 près du Fort Tigné pour la collection Barbey-Boissier et aujourd'hui conservé dans les archives du Jardin botanique de Genève.

## Description
Romulea melitensis est une plante herbacée vivace qui mesure de 15 à 40 centimètres de haut. Le bulbe est de petite taille et forme ovoïde. La tige de la fleur est plus courte que les feuilles qui mesurent de 5 à 10 centimètres de long. Les deux bractées sont herbacée, seul le sommet a une marge membraneuse inconstante.
La période de floraison va de février-mars. Les inflorescences portent de une à trois fleurs, mesurant de 15 à 22 mm. Leur couleur va du violet au violet foncé.
L'espèce semble assez rare et plutôt difficile à distinguer de Romulea ramiflora, plus fréquente, mais Romulea melitensis possède des pétales plus étroites.

## Population et distribution géographique
L'espèce était considérée comme strictement endémique de l'archipel maltais, mais des spécimens auraient été récemment découverts en Sicile, entre Sampieri (it) et Marina di Modica (qui est le point de la Sicile le plus proche de Gozo).